# Cseroki nyelv
A cseroki nyelv vagy csiroki nyelv (angol helyesírással Cherokee, cserokiul ᏣᎳᎩ – Tsalagi) egy veszélyeztetett irokéz nyelv, a cseroki nép anyanyelve. Az Ethnologue szerint 2018-ban a 376 ezer cseroki közül 1520-an beszélték a nyelvet, míg a három cseroki törzs 2019-es összesítése mintegy 2100 beszélőt számlált, és számuk csökken. A Tahlequah Daily Press 2019-ben arról számolt be, hogy a legtöbb beszélő idős, havonta körülbelül nyolc folyékonyan beszélő hal meg, és az 50 év alattiak közül már csak 5 ember beszél folyékonyan. Az oklahomai cseroki nyelvjárás „határozottan veszélyeztetett”, az észak-karolinai pedig „súlyosan veszélyeztetett” az UNESCO szerint. Az „alsó nyelvjárás”, amelyet korábban a dél-karolinai-georgiai határon beszéltek, 1900 körül kihalt. A két megmaradt nyelvváltozat jövőjét érintő szörnyű helyzet arra késztette a cseroki törzsek hármas tanácsát, hogy 2019 júniusában szükségállapotot hirdessen, felhívással anyanyelvük újjáélesztésének fokozására.
A keleti (más néven középső vagy Kituwah) nyelvjárásnak mintegy 200 beszélője maradt meg Észak-Karolinában. A nyelv megőrzésére irányuló erőfeszítések közé tartozik a „New Kituwah Academy”, egy kétnyelvű iskola.  A cseroki beszélők legnagyobb megmaradt csoportja az oklahomai Tahlequah környékén található, ahol a nyugati (Overhill vagy Otali) nyelvjárás a meghatározó. A Tahlequah-ban található „Cherokee Immersion School”-ban (Tsalagi Tsunadeloquasdi) a szövetségileg elismert őslakos törzsek gyermekeit tanítják az óvodától a 6. osztályig.
A cseroki nyelv a déli irokéz nyelvek közül az utolsó, amely még használatban van. Mivel a cseroki poliszintetikus nyelv, nagyon különbözik az olyan indoeurópai nyelvektől, mint az angol, a francia, a spanyol vagy a portugál, és mint ilyen, a felnőtt tanulók számára nehéz lehet elsajátítani. Egyetlen cseroki szó olyan gondolatokat is közvetíthet, amelyek kifejezésére több angol szóra lenne szükség, az állítás környezetétől és a beszélőre vonatkozó utalásoktól kezdve a gondolat cselekvéséig és tárgyáig. A cseroki nyelv alaktani összetettsége leginkább az igékben mutatkozik meg, amelyek a nyelv körülbelül 75%-át teszik ki, szemben az angol nyelv mindössze 25%-ával. Az igéknek legalább egy névmási előtagot, egy igetörzset, egy a helyzetre vonatkozó utótagot és egy módosító utótagot kell tartalmazniuk. 
A nyelvről nagyon sok anyag áll rendelkezésre, mivel ez Észak-Amerika azon őslakos nyelve, amelyen a legtöbb szakirodalom jelent meg. Ilyen kiadványok közé tartozik egy cseroki szótár és nyelvtankönyv, a Bibliai újszövetség és zsoltárainak több kiadása és a cseroki főnix (angolul Cherokee Phoenix, cserokiul Tsalagi Tsulehisanvhi, cseroki szótagírással ᏣᎳᎩ ᏧᎴᎯᏌᏅᎯ), az első olyan újság, amelyet az Egyesült Államokban őslakosok adtak ki, és az első, amely egy őslakos nyelven jelent meg. A nyelv leírására a maga nemében egyedülálló, Sequoyah (eredeti nevén: George Gist) cseroki ezüstkovács által kifejlesztett cseroki szótagírást használják.

## Története
A cseroki egy irokéz nyelvcsaládba tartozó nyelv. A nyelvi változások alapján a cseroki legalább 3000 éve vált el a többi irokéz nyelvtől. Az európaiak megjelenésekor ők voltak a fehérek által civilizáltnak tartott öt indián törzs egyike (a többi négy a csaktók, a kríkek, a szeminolok és a csikaszók voltak). A fehérekkel való közeli kontaktus és együttműködés, valamint az 1838-as oklahomai áttelepítésük miatt a cserokik nyelvüket szinte teljesen elvesztették.

## Hangtana
A cserokiban egyedül egy labiális mássalhangzó van, az /m/. Megjelenése viszonylag új fejleménynek számít.  Poliszintetikus nyelv, e mellett a cserokinak – és más irokéz nyelveknek – még tónusai is vannak. A nyelvben használt hangok rendszerét az alábbi táblázatok mutatják be:
|                    | Labiális | Alveoláris | Palatális | Veláris | Glottális |
| ------------------ | -------- | ---------- | --------- | ------- | --------- |
| Hehezetes zárhang  |          | t          |           | k       |           |
| Hehezetlen zárhang |          | d          |           | g       | ʔ         |
| Affrikáta          |          | t͡s         |           |         |           |
| Frikatíva          |          | s          |           |         | h         |
| Nazális            | m        | n          |           |         |           |
| Approximáns        |          |            | j         | ɰ       |           |
| Laterális          |          | l          |           |         |           |

| i |   | u |
| e | ə̃ | o |
|   | a |   |

A nyelvet használók közösségeiben fontos szerephez jut a hangszín: kifejezi a beszélők identitását és származását.

## Írása

Karakterek Sequoyah szótagírásából: az első három karakter egybeolvasva tsalagi, amelynek jelentése "cseroki".

A cserokit egy 85 írásjegyből álló szótagírással írják, amelyet Sequoyah alkotott meg az 1800-as évek elején, miután a fehér telepesek révén felismerte az írásbeliségben rejlő lehetőségeket. A cserokik eleinte kétkedéssel fogadták működését, de közel 12 évnyi munkával megalkotott rendszere gyorsan nagy népszerűségre tett szert. Néhány írásjegyhez a latin ábécé betűi adták az ihletet, de fonetikai értékük semmilyen összefüggésben nem áll a latin eredetikkel.

## Forrásművek
- (angolul) Pulte, William és Durbin Feeling.  2001.  Cherokee. In: Garry, Jane, and Carl Rubino (szerk.) Facts About the World's Languages: An Encyclopedia of the World's Major Languages: Past and Present.  New York: H. W. Wilson.  (Elérhető Rosetta Project oldalán)
- (angolul) Scancarelli, Janine.  "Cherokee Writing." The World's Writing Systems. 1998: Section 53.  (Elérhető a Rosetta Project oldalán)

## Lásd még
- Cserokik
- Amerikai indián nyelvek